# Михайлівська сільська рада (Ярмолинецький район)
Миха́йлівська сільська́ ра́да — колишня адміністративно-територіальна одиниця та орган місцевого самоврядування в Ярмолинецькому районі Хмельницької області. Адміністративний центр — село Михайлівка.

## Загальні відомості
- Територія ради: 48,92 км²
- Населення ради: 1 359 осіб (станом на 2001 рік)
- Територією ради протікає річка Вовчок

## Населені пункти
Сільській раді підпорядковані населені пункти:
- с. Михайлівка
- с. Видошня
- с. Іванівка
- с. Королівка
- с. Лука
- с. Микитинці

## Склад ради
Рада складається з 16 депутатів та голови.
- Голова ради: Рафальська Галина Іванівна
- Секретар ради: Широкорадюк Валентина Іванівна

### Керівний склад попередніх скликань
| Прізвище, ім'я, по батькові | Основні відомості                                                                       | Дата обрання | Дата звільнення |
| --------------------------- | --------------------------------------------------------------------------------------- | ------------ | --------------- |
| Михайлова Галина Іванівна   | Сільський голова, 1957 року народження, позапартійна                                    | 26.03.2006   | 31.10.2010      |
| Рафальська Галина Іванівна  | Сільський голова, 1957 року народження, освіта середня спеціальна, член Партії регіонів | 31.10.2010   |                 |

Примітка: таблиця складена за даними сайту Верховної Ради України

### Депутати
За результатами місцевих виборів 2010 року депутатами ради стали:

#### За суб'єктами висування
| Суб'єкт висування | Кількість обраних депутатів | %    |
| ----------------- | --------------------------- | ---- |
| Партія регіонів   | 9                           | 56,3 |
| Єдиний Центр      | 6                           | 37,5 |
| Народна партія    | 1                           | 6,3  |

#### За округами
| № округу        | Прізвище, ім'я, по батькові       | Дата визнання обраним | Освіта             | Партійна приналежність | Відомості про обраного депутата               |
| --------------- | --------------------------------- | --------------------- | ------------------ | ---------------------- | --------------------------------------------- |
| Єдиний Центр    |                                   |                       |                    |                        |                                               |
| 5               | Гаврилюк Юлія Вікторівна          | 04.11.2010            | середня            | позапартійна           | тимчасово не працює                           |
| 6               | Мотревич Людмила Михайлівна       | 04.11.2010            | середня            | позапартійна           | Відділення зв'язку, начальник                 |
| 7               | Джумига Сергій Євгенович          | 04.11.2010            | вища               | позапартійний          | Михайлівська загальноосвітня школа, вчитель   |
| 9               | Ковальчук Броніслав Петрович      | 04.11.2010            | середня спеціальна | позапартійний          | ВАТ «Хмельницькобленерго», електромонтер      |
| 11              | Щенсневич Леонід Сигизмундович    | 04.11.2010            | середня            | позапартійний          | тимчасово не працює                           |
| 13              | Кондратюк Оксана Михайлівна       | 04.11.2010            | середня            | позапартійна           | тимчасово не працює                           |
| Народна Партія  |                                   |                       |                    |                        |                                               |
| 8               | Вавринчук Марія Володимирівна     | 04.11.2010            | середня            | позапартійна           | тимчасово не працює                           |
| Партія регіонів |                                   |                       |                    |                        |                                               |
| 1               | Машталер Роман Іванович           | 04.11.2010            | вища               | член Партії регіонів   | Територіальний центр, соціальний працівник    |
| 2               | Зупанець Антоніна Михайлівна      | 04.11.2010            | середня            | член Партії регіонів   | Михайлівська бібліотека, бібліотекар          |
| 3               | Мельник Галина Василівна          | 04.11.2010            | вища               | член Партії регіонів   | Деражнянський молокозавод, збирач молока      |
| 4               | Шпорт Ніна Миколаївна             | 04.11.2010            | середня            | член Партії регіонів   | Михайлівська сільська рада, землевпорядник    |
| 10              | Нащупський Олександр Феодосійович | 04.11.2010            | середня            | член Партії регіонів   | СЛІП «Агроліс», лісник                        |
| 12              | Широкорадюк Валентина Іванівна    | 04.11.2010            | середня            | член Партії регіонів   | Михайлівська сільська рада, секретар          |
| 14              | Домбровська Любов Кирилівна       | 04.11.2010            | середня            | член Партії регіонів   | Михайлівська ДЛВМ, ветфельдшер                |
| 15              | Савчук Олена Василівна            | 04.11.2010            | середня            | член Партії регіонів   | Михайлівська сільськарада, головний бухгалтер |
| 16              | Крамар Олег Володимирович         | 04.11.2010            | вища               | член Партії регіонів   | Михайлівське лісництво, лісник                |